# Emil Kutterer
Emil Kutterer (Karlsruhe, 11 novembre 1898 – 13 luglio 1974) è stato un calciatore tedesco, di ruolo difensore.